# Незавертайлівка
Незаверта́йлівка (рум. Nezavertailovca, рос. Незавертайловка) — село в Слободзейському районі в Молдові (Придністров'ї). Є центром Незавертайлівської сільської ради.
У селі діє пункт пропуску на кордоні з Україною Незавертайлівка—Градинці.

## Історія
Станом на 1886 рік у селі Коротнянської волості Тираспольського повіту Херсонської губернії мешкало 2367 осіб, налічувалось 463 дворових господарства, існували православна церква, закладена на честь Успіння Пресвятої Богородиці 1793-го року, школа та 4 лавки.

## Цікаві факти
Згідно з повідомленням першого президента ПМР Ігоря Смирнова: «Ці землі заселялися ще в часи Російської імперії переважно запорозькими козаками після ліквідації Січі чи кріпаками-втікачами з України. Наприклад, є в нас село Незавертайлівка, його заснували втікачі, бо звідси видачі вже не було. Не завертай назад, розумієте? Цариця Катерина II зміцнювала кордони імперії, і подібне допускалося. Чорноморські козаки селилися тут…».